# Вонигово
Вони́гово (укр. Вонігове) — село в Буштынской поселковой общине Тячевского района Закарпатской области Украины.
Население по переписи 2001 года составляло 2654 человека. Почтовый индекс — 90553. Телефонный код — 03134. Занимает площадь 0,025 км².